# 안내상
안내상(한국 한자: 安內相, 1964년 12월 25일 ~ )은 대한민국의 배우이다. 1990년 연극배우로 첫 데뷔하였다.

## 생애
안내상의 아버지가 대구광역시에서 염색 공장을 하다가 보증을 잘못 서서 집이 망해 서울로 상경하여 청계천 판자촌에서 서울 생활을 시작했다. 초등학교 1학년 때부터 수업도 들어가지 않고 학우들을 괴롭히는 등, 초등학교 3학년부터는 담배를 피우고 도둑질을 했다. 이때 안내상을 지도하던 선생님이 아이스크림을 사준다고 하여 개신교 교회를 간 것이 계기가 되어 종교에 귀의 한 후에 악행을 멈추었다고 회고했다. 안내상은 중학교 1학년 시절 키가 175cm이었고 많은 학생들에겐 두려움의 대상이었다.
연세대학교 신학과에 입학하였으며,  "소외 계층 없는 평등한 사회를 만들겠다고 사회 혁명"을 꿈꾸며 사회 운동에 나서 학생 운동을 주도했다. 1988년 2월 26일 광주직할시 (현재 광주광역시) 미국 문화원 내 도서관 진열장에 사제 시한폭탄을 설치한 혐의가 드러나 총포 도검 화약류 단속법 위반, 폭력 행위 등 처벌에 관한 법률 위반, 국가보안법 위반 혐의로 구속됐다. 8개월 동안 수감된 후 집행유예로 석방되었다.
출소 후에는 학생 운동을 그만두고 연극 쪽으로 발길을 돌렸다.

## 성씨와 본관
성씨으로는 안 씨로 본관으로는 순흥이다

## 연기 활동

### 영화
- 1994년 《백색인》
- 1997년 《나쁜 영화》 ... 연기자 행려 역
- 2000년 《공포 택시》 ... 홍과장 역
- 2000년 《우산》 ... 남편 역
- 2000년 《불후의 명작》 ... 민실장 역
- 2001년 《다이아나》
- 2002년 《정글 쥬스》 ... 뿔테 역
- 2002년 《공공의 적》 ... 이형사 역
- 2002년 《오아시스》 ... 홍종일 역
- 2002년 《2424》 ... 장업 역
- 2003년 《황산벌》 ... 김법민 역
- 2003년 《국화꽃 향기》 ... 박선배 역
- 2003년 《대한민국 헌법 제1조》 ... 도민우 역
- 2004년 《욕망》 ... 규민 역
- 2004년 《말죽거리 잔혹사》 ... 수학선생님 전대근 역
- 2004년 《알포인트》 ... 강대위 역
- 2004년 《아홉살 인생》 ... 담임 역
- 2004년 《시실리 2km》 ... 똥개 역
- 2004년 《티,타임》
- 2005년 《말아톤》 ... 초원 아빠, 희근 역
- 2005년 《강력3반》 ... 박실장 역
- 2005년 《광기의 역사》
- 2006년 《음란서생》 ... 왕 역
- 2006년 《잘 살아보세》 ... 창수 역
- 2006년 《플라이 대디》 ... 교차로 운전자 역 (우정출연)
- 2007년 《니 말을 믿으라는 거야》
- 2007년 《극락도 살인사건》 ... 이기사 역
- 2007년 《두 사람이다》 ... 가인 담임 역
- 2007년 《이브의 유혹-좋은 아내》 ... 상호 역
- 2008년 《숙명》 ... 차강섭 역
- 2009년 《물 좀 주소》 ... 소부장 역 (특별출연)
- 2010년 《시》 ... 기범 아버지 역
- 2011년 《회초리》 ... 두열 역
- 2011년 《굿바이 보이》 ... 경식 역
- 2012년 《해로》 ... (특별출연)
- 2012년 《청포도 사탕: 17년 전의 약속》 ... 박팀장 역 (우정출연)
- 2012년 《음치클리닉》 ... 포장마차 손님 역 (특별출연)
- 2013년 《창수》 ... 도석 역
- 2014년 《해적: 바다로 간 산적》 ... 정도전 역
- 2016년 《덕혜옹주》 ... 김황진 역
- 2018년 《조선명탐정: 흡혈괴마의 비밀》 ... 방효인 역 (우정출연)
- 2018년 《식구》 ... 재구 형 역 (특별출연)
- 2019년 《아내를 죽였다》 ... 최대연 경위 역
- 2020년 《저 산 너머》 ... 김영석 역
- 2020년 《강철비 2: 정상회담》 ... 국방부장관 역
- 2022년 《공짜 : 공기타짜》
- 2023년 《불멸의 여자》 ... 상필 역
- 2023년 《서울의 봄》 ... 한영구 역 (첫 천만영화)
- 2024년 《검은 소년》
- 2024년 《산복도로》
- 2025년 《신명》 ... 정현수 역

### 드라마
- 2004년 KBS2 단막드라마 《드라마시티 - 아나그램》... 정문서 역
- 2004년 KBS2 단막드라마 《드라마시티 - 이브카페》... 상구 역
- 2004년 KBS2 단막드라마 《드라마시티 - 반투명》... 민석 역
- 2004년 SBS 주간시트콤 《혼자가 아니야》 ... 편집장 역
- 2004년 KBS1 대하드라마 《불멸의 이순신》 ... 정여립 역
- 2005년 KBS2 청소년 드라마 《반올림2》 ... 학생주임 최성범 역
- 2005년 KBS2 월화드라마 《열여덟 스물아홉》 ... 서윤오 역
- 2005년 KBS2 단막드라마 《드라마시티 - 오! 사라》... 일두 역
- 2005년 KBS2 단막드라마 《드라마시티 - 납골당 소년》 ... 진영 역
- 2005년 KBS2 수목드라마 《부활》 ... 유건하 역
- 2006년 KBS2 단막드라마 《드라마시티 - 십분간, 당신의 소중함》... 규완 역
- 2006년 KBS2 단막드라마 《드라마시티 - 내일 또 내일》... 남편 역
- 2006년 KBS2 주말연속극 《소문난 칠공주》 ... 왕선택 역
- 2006년 KBS2 2부작 특집드라마 《연어의 꿈》 ... 구태준 역
- 2006년 MBC 단막드라마 《MBC 베스트극장 - 중독》 ... 김정후 역
- 2006년 KBS2 청소년드라마 《성장드라마 반올림》 ... 학생부장  선생님 최성범 역
- 2006년 수퍼액션 《디지털 다세포 소녀》 ... 무선생 역
- 2006년 tvN 수목드라마 《하이에나》
- 2007년 KBS2 설날특집극 《심청의 귀환》 ... 황현감 역
- 2007년 iHQ DRAMA 오리지날 드라마 《크라임 시즌1》 ... 검사 역
- 2007년 MBC every1 《조선 과학수사대 별순검》 ... 배복근 역
- 2007년 KBS2 월화드라마 《한성별곡》 ... 정조 역
- 2007년 SBS 주말 특별기획 《조강지처 클럽》 ... 한원수 역
- 2008년 SBS 월화드라마 《타짜》 ... 고니 부, 명수 역 (특별출연)
- 2009년 KBS2 월화드라마 《남자 이야기》 ... 김욱 역
- 2009년 MBC 수목드라마 《신데렐라 맨》
- 2009년 SBS 수목드라마 《태양을 삼켜라》 ... 수창 역
- 2009년 SBS 드라마스페셜 《카인과 아벨》 ... 조현택 역
- 2009년 SBS 월화드라마 《천사의 유혹》 ... 형사 역
- 2009년 KBS2 주말연속극 《수상한 삼형제》 ... 김건강 역
- 2010년 KBS2 월화드라마 《성균관 스캔들》 ... 정약용 역
- 2010년 MBC 단막 드라마 《MBC 일요 드라마 극장 - 조은지 패밀리》 ... 태평 역
- 2011년 MBC 수목드라마 《마이 프린세스》 ... 순종 역 (특별출연)
- 2011년 MBC 수목드라마 《로열 패밀리》 ... 조동진 역
- 2011년 SBS 드라마 스페셜 《보스를 지켜라》 ... 악덕 사채업자 역 (특별출연)
- 2011년 KBS2 수목드라마 《영광의 재인》 ... 윤일구 역 (특별출연)
- 2011년 MBC 일일시트콤 《하이킥 짧은 다리의 역습》 ... 안내상 역
- 2011년 SBS 주말 특별기획 드라마 《폼나게 살거야》 ... 선글라스 남 역 (특별출연)
- 2012년 MBC 수목드라마 《해를 품은 달》 ... 성조대왕 역 (특별출연)
- 2012년 OCN 메디컬범죄수사극 《신의 퀴즈 3》 ... 배태식 역
- 2012년 MBC 주말 특별기획 드라마 《메이퀸》 ... 천홍철 역 (특별출연)
- 2012년 SBS 추석특집 드라마 《가족사진》 ... 한상태 역
- 2012년 KBS2 단막극 《KBS 드라마 스페셜 - 복마전》 ... 임영남 역
- 2013년 MBC 수목드라마 《7급 공무원》 ... 김원석 역
- 2013년 SBS 주말극장 《원더풀 마마》 ... 장기남 역
- 2013년 SBS 드라마 스페셜 《내 연애의 모든 것》 ... 송준하 역 (특별출연)
- 2013년 Mnet 드라마 《몬스타》 ... 한지웅 역
- 2013년 SBS 저녁 일일연속극 《못난이 주의보》 ... 공상만 역
- 2013년 JTBC 시트콤 《시트콩 로얄빌라》 ... 안 과장 역
- 2013년 MBC 수목드라마 《메디컬 탑팀》 ... 장용섭 역
- 2013년 MBC 주말 특별기획 드라마 《황금 무지개》 ... 천억조 역
- 2014년 KBS2 주말연속극 《참 좋은 시절》 ... 용의자 송경필 역 (특별출연)
- 2014년 tvN 시트콤 《감자별 2013QR3》 ... 사진 작가 역 (특별출연)
- 2014년 MBC 주말 특별기획 드라마 《왔다! 장보리》 ... 장수봉 역
- 2014년 JTBC 월화 특별기획 드라마 《유나의 거리》 ... 봉달호 역
- 2014년 KBS2 단막 드라마 《KBS 드라마 스페셜 - 간서치열전》 ... 허균 역
- 2014년 MBC 단막 드라마 《드라마 페스티벌 - 형영당 일기》 ... 상연 부 역 (특별출연)
- 2014년 JTBC 금토드라마 《하녀들》 ... 태종 이방원 역
- 2015년 MBC 수목드라마《킬미힐미》 ... 차준표 역 (특별출연)
- 2015년 SBS 설 특집 드라마 《내일을 향해 뛰어라》 ... 강가득 역
- 2015년 KBS2 저녁 일일연속극 《오늘부터 사랑해》 ... 윤대호 역
- 2015년 MBC 월화 특별기획 드라마 《화정》 ... 허균 역
- 2015년 MBC 주말 특별기획 드라마 《내 딸, 금사월》 ... 주기황 역
- 2015년 On Style 수요드라마 《처음이라서》 ... 윤태오의 아버지 역
- 2015년 JTBC 주말드라마 《송곳》 ... 구고신 역
- 2016년 SBS 드라마 스페셜 《딴따라》 ... 변사장 역
- 2016년 SBS 일일드라마 《당신은 선물》 ... 한경수 역
- 2016년 OCN 금토드라마 《38사기동대》 ... 천갑수 역
- 2016년 MBC 주말연속극 《가화만사성》 ... 민석 역
- 2016년 KBS2 월화 미니시리즈 《구르미 그린 달빛》 ... 정약용 역
- 2016년 MBC 일일특별기획 《황금주머니황금주머니》 ... 금정도 역
- 2016년 JTBC 금토드라마 《솔로몬의 위증》 ... 고상중 역
- 2017년 MBC 월화 특별기획 드라마 《역적 : 백성을 훔친 도적》 ... 송도환 역
- 2017년 SBS 주말 특별기획 드라마 《언니는 살아있다》 ... 나대인 역
- 2017년 MBN 특집드라마 《아빠니까 괜찮아》 ... 용호 역
- 2017년 SBS 월화드라마 《사랑의 온도》 ... 온해경 역
- 2017년 JTBC 월화드라마 《그냥 사랑하는 사이》 ... 하동철 역
- 2018년 JTBC 금토드라마 《미스티》 ... 강기준 역
- 2018년 TV조선 시트콤 《너의 등짝에 스매싱》 ... 김진우 역 (특별출연)
- 2018년 tvN 토일드라마 《무법 변호사》 ... 최대웅 역
- 2018년 JTBC 월화드라마 《미스 함무라비》 ... 수석부장 역
- 2018년 OCN 수목드라마 《손 the guest》 ... 양신부 역
- 2018년 SBS 드라마스페셜 《친애하는 판사님께》 ... 판사 역 (특별출연)
- 2018년 SBS 드라마스페셜 《흉부외과 - 심장을 훔친 의사들》 ... 구희동 역
- 2018년 MBC 월화드라마 《나쁜 형사》 ... 경찰청장 역 (특별출연)
- 2019년 MBC 일일연속극 《용왕님 보우하사》 ... 심학규 역
- 2019년 KBS2 수목드라마 《왜그래 풍상씨》 ... 누님의 남편 역 (특별출연)
- 2019년 SBS 드라마스페셜 《황후의 품격》 ... 안 형사 역 (특별출연)
- 2019년 JTBC 금토드라마 《리갈 하이》 ... 서동수 역
- 2019년 JTBC 월화드라마 《눈이 부시게》 ... 김혜자 아버지 역
- 2019년 MBC 수목드라마 《더 뱅커》 ... 육관식 역
- 2019년 JTBC 금토드라마 《아름다운 세상》
- 2019년 tvN 월화드라마 《60일, 지정생존자》 ... 강상구 역
- 2019년 JTBC 금토드라마 《나의 나라》 ... 남전 역 (1회 ~ 12회)
- 2019년 JTBC  단막극 《루왁인간》 ... 정차식 역
- 2020년 tvN 토일드라마 《하이바이, 마마!》 ... 장 교수 역
- 2020년 KBS2 수목드라마 《어서와》 ... 김수평 역
- 2020년 채널A 금토드라마 《유별나! 문셰프》 ... 임철용 역
- 2020년 KBS2 수목드라마 《출사표》 ... 조맹덕 역
- 2020년 JTBC 금토드라마 《경우의 수》 ... 이영환 역
- 2020년 JTBC 월화드라마 《18 어게인》 ... 문상휘 역
- 2020년 MBN 월화드라마 《나의 위험한 아내》 ... 노상범 역
- 2020년 KBS2 수목드라마 《도도솔솔라라솔》... 문비서 역
- 2020년 KBS2 월화드라마 《암행어사: 조선비밀수사단》... 장태승 역
- 2021년 MBC 저녁 일일연속극 《밥이 되어라》 ... 경수 아버지 역 (특별출연)
- 2021년 tvN 월화드라마 《루카：더 비기닝》 ... 류중권 역
- 2021년 tvN 수목드라마 《마우스》 ... 박두석 역
- 2021년 JTBC 수목드라마 《로스쿨》 ... 서병주 역
- 2021년 SBS 월화드라마 《라켓소년단》 ... 팽 감독 역
- 2021년 MBC 수목드라마 《미치지 않고서야》... 노병국 역
- 2021년 tvN 토일드라마 《악마판사》… 민정호 역
- 2021년 tvN 수목드라마 《더 로드: 1의 비극》...  최남규 역
- 2022년 KBS2 월화드라마 《붉은 단심》... 선종 역
- 2022년 tvN 월화드라마 《조선 정신과 의사 유세풍》... 선왕 역 (특별출연)
- 2022년 MBC 수목드라마 《일당백집사》 ... 김준호 역 (특별출연)
- 2022년 Disney+ 오리지널 드라마 《형사록》 … 장성태 역
- 2022년 KBS2 월화드라마 《커튼콜》 ... 안우현 역 (특별출연)
- 2022년 ENA 수목드라마 《사장님을 잠금해제》 ... 박재춘 역
- 2023년 Disney+ 오리지널 드라마 《사랑이라 말해요》 … 심철민 역 (특별출연)
- 2023년 tvN 토일드라마 《판도라 : 조작된 낙원》 ... 장금모 역
- 2023년 SBS 월화드라마 《꽃선비 열애사》 ... 신원호 역
- 2023년 tvN 월화드라마 《이로운 사기》 … 연태훈 역
- 2023년 JTBC 수목드라마 《기적의 형제》 ... 이병만 역
- 2023년 MBC 일일드라마 《세 번째 결혼》 ... 신덕수 역 (특별출연)
- 2024년 tvN 단막극 《O'PENing - 덕후의 딸》 … 박장원 역
- 2024년 MBC 금토드라마 《백설공주에게 죽음을 - Black Out》 … 고창수 역
- 2024년 ENA 월화드라마 《유어 아너》 ... 강문석 역
- 2024년 MBN 금토드라마 《나쁜 기억 지우개》 ... 새얀의 친아버지 역
- 2025년 채널A 토일드라마 《마녀》 ... 종수 역
- 2025년 SBS 월화드라마 《귀궁》... 최원우 역
- 2025년 MBC 금토드라마 《노무사 노무진》 ... 오장근 역

## 연기 외 활동

### 예능 프로그램
- 2008년 SBS 《야심만만2》 9~10회 게스트
- 2011년 tvN 《현장토크쇼 TAXI》 192회 게스트
- 2011년 KBS2 《김승우의 승승장구》 66회 게스트
- 2012년 MBC 《황금어장 라디오스타》 297회 게스트
- 2015년 JTBC 《학교 다녀오겠습니다》 47~50회 게스트
- 2015년 KBS2 《해피투게더》 410회 게스트
- 2016년 JTBC 《김제동의 톡투유》 39회 게스트
- 2017년 JTBC 《한끼줍쇼》 62회 게스트
- 2018년 넷플릭스 《범인은 바로 너!》 ... 수장 K 역
- 2025년 SBS 《히든카드》

### 시사/교양
- 2012년 SBS 《희망 TV》 아프리카(니제르) 편
- 2013년 JTBC 《NSA 수사대》 MC 진행
- 2016년 KBS1 《천상의 컬렉션》 고종 어새 소개
- 2017년 KBS1 《천상의 컬렉션》 곽재우 장검 소개
- 2018년 KBS1 《천상의 컬렉션》 백범 김구 회중시계 소개
- 2021년 KBS1 《다큐On》 111회 : 구로, 2021 청춘 - 내레이션

### 라디오 프로그램
- 2015년 EBS FM 《책 읽는 라디오 낭독 시리즈》

### CF
- 2006년 한국화이자제약 니코레트 패취
- 2007년 IBK기업은행
- 2009년 대륙제관 맥스CRV

## 홍보대사
- 2008년 서울 수서경찰서 누리캅스 홍보대사
- 2012년 국제키와니스 한국지구 홍보대사
- 2014년 W-재단 공익캠페인 홍보대사
- 2016년 한국공인노무사회 명예 공인노무사
- 2016년 한국아동청소년그룹홈협의회 홍보대사

## 특이사항
- 배우 설경구의 전처는 안내상의 여동생이다. 또한 한양대학교 연극영화학과 출신인 설경구의 소개를 받아 극단 한양레퍼토리에 들어갔고, 이문식, 권해효, 유오성 등이 당시 연극을 함께한 동료 배우들이다.[4]
- 고교 선배로는 배우 최수종 등이 있으며 대학 동창으로는 배우 우현, 이대연, 영어 강사 문단열 등이 있다.

## 수상 및 후보
| 연고 | 시상식                      | 부문                                | 작품                           | 결과 |
| ---- | --------------------------- | ----------------------------------- | ------------------------------ | ---- |
| 2004 | KBS 연기대상                | 남자 단막극상                       | KBS 드라마시티 - 아나그램      | 후보 |
| 2006 | KBS 연기대상                | 남자 특집·문학관상                  | 연어의 꿈                      | 후보 |
| 2007 | SBS 연기대상                | 연속극부문 남자 조연상              | 조강지처 클럽                  | 후보 |
| 2008 | 제2회 코리아 드라마 어워즈  | 남자 우수연기상                     | 조강지처 클럽                  | 후보 |
| 2008 | 제16회 대한민국문화연예대상 | 탤런트부문 남자 우수연기상          | 조강지처 클럽                  | 수상 |
| 2008 | SBS 연기대상                | 연속극부문 남자 연기상              | 조강지처 클럽                  | 수상 |
| 2008 | SBS 연기대상                | 10대 스타상                         | 조강지처 클럽                  | 수상 |
| 2010 | 제11회 대한민국영상대전     | 탤런트부문 포토제닉상               | 수상한 삼형제                  | 수상 |
| 2010 | KBS 연기대상                | 일일극부문 남자 우수연기상          | 수상한 삼형제                  | 후보 |
| 2011 | MBC 방송연예대상            | 코미디·시트콤부문 남자 인기상       | 하이킥! 짧은 다리의 역습       | 수상 |
| 2011 | MBC 방송연예대상            | 코미디·시트콤부문 남자 최우수상     | 하이킥! 짧은 다리의 역습       | 후보 |
| 2013 | SBS 연기대상                | 장편드라마부문 남자 특별연기상      | 원더풀 마마                    | 후보 |
| 2014 | MBC 연기대상                | 남자 황금연기상                     | 왔다! 장보리                   | 수상 |
| 2015 | KBS 연기대상                | 일일극부문 남자 우수연기상          | 오늘부터 사랑해                | 후보 |
| 2017 | MBC 연기대상                | 연속극부문 남자 황금연기상          | 황금주머니                     | 수상 |
| 2017 | SBS 연기대상                | 일일·주말드라마부문 남자 우수연기상 | 언니는 살아있다                | 수상 |
| 2021 | KBS 연기대상                | 남자 드라마 스페셜·TV시네마상       | KBS 드라마스페셜 - 통증의 풍경 | 후보 |

## 같이 보기
- 우현
- 이문식